# اللجنة المناهضة للفاشية من أجل ألمانيا الحرة
اللجنة المناهضة للفاشية من أجل ألمانيا الحرة (بالألمانية: Antifaschistische Komitee Freies Deutschland ، أو AKFD) منظمة من جنود الفيرماخت السابقين على غرار اللجنة الوطنية لألمانيا الحرة. وجدت المنظمة التي مقرها في البلقان من أغسطس إلى ديسمبر 1944. كان فالك هارناك أحد مؤسسيها. 